# スティーヴン・ブルーム
スティーヴン・ブルーム （Steven Blum、1960年4月28日 -） は、アメリカ合衆国の男性声優。Blumvox社社長。カリフォルニア州サンタモニカ出身。既婚。
別名はスティーヴン・J・ブルーム（Steven J. Blum）、スティーヴ・ブルーム （Steve Blum）、デヴィッド・ルーカス（David Lucas）等。

## 人物
カリフォルニア大学サンディエゴ校卒業。
映画製作会社メイルンクラークにマーケティングの責任者として勤務していたが、同社が日本製アニメ作品の英語版の製作を始めたことがきっかけで声優に 。声優になる前は演技経験がなく、声優の仕事も「絵にあわせて喋るだけの簡単な仕事」程度に思っていたという 。
家族は息子が2人。
2012年に「最も出演作品の多いビデオゲーム俳優」として、ギネス・ワールド・レコーズに認定された。
SAG-AFTRA（旧：映画俳優組合、米国テレビラジオ芸能人組合）会員

## 出演作品

### テレビアニメ
1997年
- ストリートファイターII V（ダルシム）※マンガ・エンターテイメント版
- スパイダーマン（スティーブ・グラント・ロジャース/キャプテン・アメリカ〈初代〉）※デヴィッド・ルーカス名義

1999年
- カウボーイビバップ（スパイク・スピーゲル）
- 北斗の拳（シン）
- 星方武侠アウトロースター（レイロン）

2000年
- ダイノゾーズ（ナイトウィング）
- デジモンアドベンチャー02（フレイドラモン、マグナモン、ライドラモン、ブラックウォーグレイモン）
- トライガン（プロフェッサー・ネブラスカ）
- るろうに剣心 -明治剣客浪漫譚-（榊東馬）

2001年
- THE ビッグオー（ロジャー・スミス）
- トータリー・スパイズ!（王様）
- トランスフォーマー・ロボッツ・イン・ディスガイズ（ウォーズ、ダークスクリーム）
- るろうに剣心 -明治剣客浪漫譚-（志々雄真実）

2002年
- X - エックス -（蒼軌征一狼）
- GTO（鬼塚英吉）
- デジモンテイマーズ（ギルモン、山木満雄、北川健太、グラウモン）
- ヴァンドレッド（ドゥエロ・マクファイル）
- ヴァンドレッド the second stage（ドゥエロ・マクファイル）
- What's New, Scooby-Doo?（ルーファス）
- マシュランボー（サーゴ）
- ラブひな（灰谷真之）

2003年
- 頭文字D（高橋啓介）※TOKYOPOP版
- Witch Hunter ROBIN（黒澤明夫）
- サイボーグ009 THE CYBORG SOLDIER（0013、バン・ボグート）
- THE ビッグオー second season（ロジャー・スミス）
- 人造人間キカイダー THE ANIMATION（サブロー/ハカイダー）
- スクライド（カズマ）
- ちょびっツ（植田弘康）
- デジモンフロンティア（柴山純平）
- 爆闘宣言ダイガンダー（ハジメ博士）
- パワーパフガールズ（アーキテクト、男2、モンスター7）
- What's New, Scooby-Doo?（J.T.）
- まほろまてぃっく（リューガ/流河濤）
- まほろまてぃっく〜もっと美しいもの〜（リューガ/流河濤）
- LAST EXILE（ヴィンセント・アルツァイ）

2004年
- WOLF'S RAIN（ダルシア）
- ガングレイヴ（バラッド・バード・リー）
- 攻殻機動隊 STAND ALONE COMPLEX（笑い男）
- 時空冒険記ゼントリックス（オミクロン）
- .hack//黄昏の腕輪伝説（砂嵐三十郎）
- ビリー&マンディ（バーの男、アナウンサー、イギリスの兵士、他）
- Megas XLR（ジェイミー、アナウンサー、ボット47）
- RAVE

2005年
- IGPX（アレックス・カニンガム）
- ウィッチ -W.I.T.C.H.-（ブランク、カート）
- 金色のガッシュベル!!（ゴフレ、進一、ハカセ、一郎、ローベルト・ヴァイル）
- サムライチャンプルー（ムゲン）
- デュエル・マスターズ（黒城凶死郎）
- NARUTO -ナルト-（桃地再不斬、大蛇丸）
- B-伝説! バトルビーダマン（カイン・マクダネル・ルース）
- ビリー&マンディ（男、モンスター、医者、ナレーター（第49話）、他）
- ベン10（ヴィルガクス）
- プラネテス（カオ・チェンシン）
- What's New, Scooby-Doo?（スペンサー）
- マシュランボー（アイリス）

2006年
- 韋駄天翔（山登猛）
- ビリー&マンディ（レポーター、エイリアン、他）
- ベン10（ゴーストフリーク、ヒートブラスト、ラジオアナウンサー、ボブ、他）

2007年
- アフロサムライ（アサシン、男）
- デジモンセイバーズ（ファルコモン）
- ビリー&マンディ（日本人、キャプテン、他）
- BLOOD+（モーゼス、コリンズ）
- ベン10（ナレーター、アナウンサー、スティーブ、他）
- ベン10 オムニトリックスの秘密（ヴィルガクス）

2008年
- ウルヴァリン・アンド・ジ・X-メン（ウルヴァリン、バニッシャー）
- コードギアス 反逆のルルーシュ（藤堂鏡志朗、兵士）
- コードギアス 反逆のルルーシュR2（藤堂鏡志朗）
- スペクタキュラー・スパイダーマン（グリーンゴブリン、カメレオン）
- ベン10（ホワイト校長）

2009年
- G.I.ジョー・レゾリュート（デューク、ザルタン、他）
- スティッチ!（スパーキー、フィリックス）
- The Super Hero Squad Show（ウルヴァリン）

2010年
- アベンジャーズ 地球最強のヒーロー（レッド・スカル）
- 超ロボット生命体 トランスフォーマー プライム（スタースクリーム、ヴィーコンMECH）
- バットマン:ブレイブ&ボールド

2011年
- ウルヴァリン（美影桔梗）
- エックスメン（ウルヴァリン）
- スティッチ! 〜いたずらエイリアンの大冒険〜（山田）
- 超ロボット生命体 トランスフォーマー プライム（MECHエージェント）
- デュラララ!!（門田京平）
- トランスフォーマー レスキューボッツ（（キャプテン・コールド、ヒートウェーブ）
- ヤング・ジャスティス（バーディゴ伯爵）

2012年
- アベンジャーズ 地球最強のヒーロー（ウルヴァリン）
- アルティメット・スパイダーマン（ウルヴァリン）
- ティーンエイジ・ミュータント・ニンジャ・タートルズ（ラット・キング）
- トランスフォーマー レスキューボッツ（キャプテン・ワイルド）
- ブレイド（美影桔梗、貴族）

2013年
- TIGER & BUNNY（ジェイク・マルチネス）
- テンカイナイト（ブライノックス、ガーディアン・ボレアース/）
- ベン10 オムニバース（ヴィルガクス）

2014年
- スター・ウォーズ 反乱者たち（ガラゼブ “ゼブ” オレリオス）
- ベン10 オムニバース（ゴーストフリーク）

2015年
- デュラララ!!×2 承（門田京平）

2019年
- 鬼滅の刃（響凱）

### 劇場アニメ
1994年
- 王立宇宙軍 オネアミスの翼

1996年
- アミテージ・ザ・サード POLY-MATRIX（ケリーのマネージャー）
- ストリートファイターII MOVIE（サンダー・ホーク）

1999年
- 機動戦士ガンダム（シャア・アズナブル）
- 機動戦士ガンダムIII めぐりあい宇宙編（シャア・アズナブル）

2000年
- BLOOD THE LAST VAMPIRE（SP2）

2001年
- ああっ女神さまっ（セレスティン）※デヴィッド・ルーカス名義
- メトロポリス（科学者）

2002年
- カウボーイビバップ 天国の扉（スパイク・スピーゲル）
- リロ・アンド・スティッチ（ハンマーヘッド・ガード、クルー・メンバー、パイロット）

2003年
- サクラ大戦 活動写真（加山雄一）

2005年
- Thru the Moebius Strip
- デジモンテイマーズ 冒険者たちの戦い（ギルモン、グラウモン、メガログラウモン）
- デジモンテイマーズ 暴走デジモン特急（ギルモン、山木満雄、北川健太）
- デジモンフロンティア 古代デジモン復活!!（柴山純平）

2008年
- バイオハザード:ディジェネレーション（グレッグ・グレン）

2016年
- Sheep & Wolves
- コウノトリ大作戦!

2022年
- ハンクの肉球大決戦

### OVA
1992年
- 強殖装甲ガイバー（巻島顎人）
- 超時空要塞マクロスII -LOVERS AGAIN-（フェフ）

1993年
- アウトランダーズ（オペレーター）
- ジャイアントロボ THE ANIMATION -地球が静止する日（黒旋風の鉄牛）※VHS版
- マグマ大使（マグマ大使）

1994年
- モルダイバー（岬薫）

1995年
- アミテージ・ザ・サード（ケリーのマネージャー）※デヴィッド・ルーカス名義
- 超時空世紀オーガス02
- ブラックマジック M-66（Dr.マシュー）
- マクロスプラス（マージ・グルドア）※デヴィッド・ルーカス名義

1998年
- BASTARD!! -暗黒の破壊神-（ニンジャマスター・ガラ）※デヴィッド・ルーカス名義

1999年
- 機動戦士ガンダム0080 ポケットの中の戦争（イームズ・イズルハ）※デヴィッド・ルーカス名義

2001年
- ストリートファイターZERO - THE ANIMATION -（ケン・マスターズ）

2002年
- FLCL（マサシ）

2005年
- 戦闘妖精・雪風（オペレーター）

2006年
- ファイナルファンタジーVII アドベントチルドレン（ヴィンセント・ヴァレンタイン）

2007年
- 戦闘妖精少女 たすけて! メイヴちゃん（メイヴちゃん）

2009年
- ウルヴァリンVSハルク（ウルヴァリン）

2011年
- Batman: Year One（ニュースアンカー）

### ゲーム
1995年
- THE DIG（ルトガー・ブリンク）
- FULL THROTTLE（シド）

1996年
- Afterlife
- Star Wars: X-Wing vs. TIE Fighter

1997年
- ドラゴンボール FINAL BOUT（孫悟空（青年））

1998年
- Star Wars Jedi Knight: Mysteries of the Sith（コンピュータ）
- バトルゾーン（バズ）
- ブレイヴフェンサー 武蔵伝（ウォッカ大佐）

1999年
- Crusaders of Might and Magic
- Star Wars: X-Wing Alliance（パイロット）

2000年
- Star Wars: Force Commander（ドライバー）

2001年
- バウンサー（コウ・レイフォー）

2002年
- スター・ウォーズ ジェダイナイト II ジェダイ アウトキャスト（ギャラック・フィーアー、ジェダイ）

2003年
- アークザラッド 精霊の黄昏（ヴォルク）
- Evil Dead: A Fistful of Boomstick
- コール オブ デューティー（フォーリー大尉）
- Command & Conquer: Generals Zero Hour
- 真・三國無双3（孫堅、夏侯淵）
- 真・三國無双3 猛将伝（孫堅、夏侯淵）
- Star Wars: Knights of the Old Republic（ユン・ゲンダ）
- デジモンテイマーズ バトルエボリューション（ゴクモン）
- .hack（砂嵐三十郎、ワイズマン）

2004年
- エースコンバット5 ジ・アンサング・ウォー（ジャック・バートレット）
- クラッシュ・バンディクー 爆走!ニトロカート（クラッシュ・バンディクー、ベロ皇帝27世）
- X-メン Legends（ウルヴァリン）
- コール オブ デューティー:ユナイテッド オフェンシブ（フォーリー大尉）
- 真・三國無双3 Empires（孫堅、夏侯淵）
- Star Wars: Knights of the Old Republic II - The Sith Lords
- 戦国無双（前田慶次）
- DIGITAL DEVIL SAGA アバタール・チューナー（ゲイル）
- デジモンバトルクロニクル（ギルモン）
- ネオコントラ（マスターCONTRA）
- パニッシャー（ブルズアイ、マット・マードック）
- Vampire: The Masquerade - Bloodlines（アンドレイ）
- ファントム・ブレイブ（ウォルナット）

2005年
- アーバンレイン（ブラッド・ホーク）
- 悪魔城ドラキュラ 闇の呪印（ドラキュラ）
- イリスのアトリエ エターナルマナ（アーリン）
- X-メン Legends II: Rise of アポカリプス（ウルヴァリン）
- Area 51
- killer7（ケンジロウ・マツオカ）
- ゴッド・オブ・ウォー（アレス）
- サムライウエスタン 活劇侍道（ラルフ・ノーマン、クールティ）
- 真・三國無双4（孫堅、夏侯淵）
- スター・ウォーズ バトルフロントII（エイリアン）
- ゼノサーガ エピソードII［善悪の彼岸］（セラーズ）
- デス バイ ディグリーズ（エンリケ・オルテガ、ナレーター）
- Dead to Rights II（ジャック・スレイト）
- Dungeons & Dragons: Dragonshard
- ナノブレイカー（キース・スペンサー）
- ビートダウン（レイブン、イグナツィ、チェスター）
- ピポザル アカデミ〜ア（ピポトロンイエロー）

2006年
- Ultimate Avengers
- エイジ オブ エンパイア III: ザ ウォーチーフ（スヴェン・キュヒラー）
- X-Men: The Official Game（ジェイソン・ストライカー）
- カンパニー・オブ・ヒーローズ（司令官）
- ギルド ウォーズ Campaign2 戦乱の章
- クラッシュ・バンディクー 爆走!ニトロカート（クラッシュ・バンディクー）
- ゴーストリコン アドバンスウォーファイター（スコット・ミッチェル）
- Gothic 3
- 金色のガッシュベル!! 激闘!最強の魔物達（進一）
- 真・三國無双4 猛将伝（孫堅、夏侯淵）
- 真・三國無双4 Empires（孫堅、夏侯淵）
- スター・ウォーズ エンパイア・アット・ウォー（ストームトルーパー）
- Star Wars Empire at War: Forces of Corruption（パイロット）
- ゼノサーガ エピソードIII［ツァラトゥストラはかく語りき］（カナン、ハカセ、セラーズ）
- ダージュ オブ ケルベロス ファイナルファンタジーVII（ヴィンセント・ヴァレンタイン）
- デッドライジング（クリフ・ハドソン、ロジャー・ホール）
- NARUTO -ナルト- 激闘忍者大戦!（桃地再不斬）
- NARUTO -ナルト- 激闘忍者大戦!2（大蛇丸）
- NARUTO -ナルト- ナルティメットヒーロー（大蛇丸）
- ファイナルファンタジーXII（バッガモナン）
- BLEACH Wii 白刃きらめく輪舞曲（ウルキオラ・シファー）
- MARVEL ULTIMATE ALLIANCE（ウルヴァリン、ヴェノム、ライノ）
- メタルギアソリッド ポータブル・オプス（ジーン）

2007年
- Enemy Territory: Quake Wars
- Command & Conquer 3: Tiberium Wars
- スパイダーマン3（ライノ）
- NARUTO -ナルト- ナルティメットヒーロー2（大蛇丸、二代目火影）
- トランスフォーマー THE GAME（トレイルブレイカー）※PSP版
- トランスフォーマー THE GAME（クリエイト・ア・ボット）※DS版
- パワーレンジャー・スーパーレジェンズ（ロード・ゼッド、ルナウルフレンジャー、セキュリティシステム）
- Halo 3（ブルート）
- Ben 10 Protector of Earth（ゴーストフリーク、ヒートブラスト、ヴィルガクス）
- 無双OROCHI（遠呂智、夏侯淵）
- ローグギャラクシー（ゼグラム・ガート）

2008年
- スパイダーマン・ウェブ・オブ・シャドウズ（ウルヴァリン）
- NINJA GAIDEN 2（炎のゼドニアス）
- ノーモア★ヒーローズ（ダークスター）
- レゴ バットマン THE VIDEO GAME（バットマン、ジョーカー、トゥーフェイス、キラーモス）

2009年
- G.I.ジョー（アイアン・グレネーダー）
- Star Wars: The Force Unleashed- Ultimate Sith Edition（ストームトルーパー2）
- トランスフォーマー/リベンジ（コンバットロン・スナイパー）
- バットマン アーカム・アサイラム（キラークロック）
- FusionFall（ヴィルガクス、トム）
- MARVEL ULTIMATE ALLIANCE2（ウルヴァリン）
- MADWORLD（ジャック）

2010年
- アイアンマン2（ゴースト）
- Star Wars: The Force Unleashed II（ストームトルーパー3）
- トランスフォーマー：ウォー・オブ・サイバトロン（バリケード、ショックウェーブ、ナレーター）
- Batman: The Brave and the Bold
- VANQUISH（ロバート・バーンズ）
- Fallout: New Vegas

2011年
- X-Men: Destiny（ウルヴァリン）
- スカイランダース スパイロズ・アドベンチャー （オーリック、バセック、他）
- Saints Row: The Third（ボス(ゾンビ)）
- トランスフォーマー/ダークサイド・ムーン（スタースクリーム）
- MARVEL VS. CAPCOM 3 Fate of Two Worlds（ウルヴァリン、タスクマスター）

2012年
- アメイジング・スパイダーマン（カート・コナーズ/リザード）
- Kingdoms of Amalur: Reckoning
- Syndicate
- バットマン アーカム・シティ（ペンギンの手下、トゥーフェイスの手下、ジョーカーの手下）
- Lego Batman 2: DC Super Heroes（ベイン、アルフレッド・ペニーワース）
- マックス アナーキー（ジャック・ケイマン）
- ロリポップチェーンソー

2013年
- God of War: Ascension（アレス）
- BioShock Infinite
- The Last of Us
- The Wonderful 101（ワーナ/ジャギンガ）
- LEGO マーベル スーパー・ヒーローズ ザ・ゲーム（ウルヴァリン）
- バットマン アーカム・ビギンズ（エレクトロキューショナー）

2014年
- The Amazing Spider-Man 2（クレイヴン・ザ・ハンター）
- Call of Duty: Advanced Warfare
- The Elder Scrolls Online
- シャドウ・オブ・モルドール（冥王サウロン）
- ディアブロIII リーパー オブ ソウルズ（ゾルタン・クーレ）
- ライトニング リターンズ ファイナルファンタジーXIII

2015年
- インフィニット・クライシス（レックス・ルーサー）
- コール オブ デューティ ブラックオプス 3
- ファイナルファンタジー 零式 HD（シド＝オールスタイン）
- バットマン アーカム・ナイト（キラークロック）
- Halo 5: Guardians（チームリーダー(マルチプレイヤー)）
- Mortal Kombat X（サブ・ゼロ/レプタイル/ボー・ライ・チョー）

2016年
- デウスエクス マンカインド・ディバイデッド
- ファイナルファンタジーXV（ヴァーサタイル・ベスティア）
- Mighty No. 9（MN.08：カウンターシェード）
- ミラーズエッジ カタリスト

2017年
- インジャスティス2（ハル・ジョーダン/サブ・ゼロ/ヴィク・セージ）
- Prey（ワルター・ダール）

2018年
- コール オブ デューティ ブラックオプス 4
- Dota 2
- Red Dead Redemption 2

2019年
- JUDGE EYES:死神の遺言（東徹）
- スター・ウォーズ ジェダイ:フォールン・オーダー
- Travis Strikes Again: No More Heroes（バッドマン）
- MARVEL ULTIMATE ALLIANCE 3: The Black Order（ブルズアイ/グリーンゴブリン/ヴェノム/ウルヴァリン）
- Mortal Kombat 11（サブ・ゼロ）
- メトロ エクソダス（サム）

2020年
- The Last of Us Part II
- VALORANT（ブリムストーン）

2021年
- Hitman 3
- Marvel's Avengers（クロウ）
- ノーモア★ヒーローズ3（バッドマン）
- LOST JUDGMENT 裁かれざる記憶（東徹）

2022年
- チョコボGP（ラムウ）
- Neon White（ネオン・ホワイト）

2023年
- スター・ウォーズ ジェダイ:サバイバー
- Starfield
- ディアブロIV（メフィスト）
- Mortal Kombat 1（バラカ）
- 龍が如く7外伝 名を消した男（東徹）

### 吹き替え
- ブローバック2 夕陽のギャングたち（2001年、ジョー<竹内力>）
- ミッション・クレオパトラ（2002年）

### 実写映画
2004年
- 私たちは一体全体何を知っているというの!?（様々な声）

2007年
- Mr.ブルックス 完璧なる殺人鬼（ADRルーピングボイス）
- ワイルド・オブ・ザ・デッド（声の出演）

2009年
- Aussie and Ted's Great Adventure（ルーファスの声）

2016年
- ローグ・ワン/スター・ウォーズ・ストーリー（その他の声）

2018年
- ハン・ソロ/スター・ウォーズ・ストーリー（その他の声）

2019年
- スター・ウォーズ/スカイウォーカーの夜明け（その他の声）

### 本人出演
- アドベンチャーズ・イン・ボイス・アクティング（2008年、著作権警告音声も担当）※スティーヴ・ブルーム名義
- I Know That Voice（2012年）

### イベント出演
- ニューヨーク・アニメ・フェスティバル（2008年）
- ボットコン（2011年）

### その他
- TOONAMI（トム）
- セブン-イレブンラジオ・テレビCM（ナレーション）

## 参加作品

### テレビアニメ（スタッフ）
1999年
- トライガン（ - 2000年、ADR台本）

2002年
- マシュランボー（台本）

2003年
- ロックマンエグゼ（台本脚色）

2004年
- デジモンテイマーズ（台本）
- ロックマンエグゼAXESS（台本脚色）

2005年
- デジモンフロンティア（台本）
- NARUTO -ナルト-（台本脚色）
- B-伝説! バトルビーダマン（台本）

### 劇場アニメ（スタッフ）
- デジモンフロンティア 古代デジモン復活!!（2005年、台本）

### 実写映画（スタッフ）
1991年
- ペンデュラム/悪魔のふりこ（プロダクション・アシスタント）
- Trancers II: The Return of Jack Deth（コミュニケーションディレクター）

1994年
- 地底人アンダーテイカー（マテリアルズ・スーパーバイザー）
- 不思議なペットショップ（マテリアルズ・スーパーバイザー）

1998年
- グジラ（マーケティング&クリエイティブサービス）

1999年
- Murdercycle（マーケティング）

2005年
- フランケン・ライジング（マーケティング）

### オリジナルビデオ（スタッフ）
1990年
- パペットマスター2（コミュニケーションディレクター）
- ビースト・キッス（アシスタント）

1991年
- Subspecies（プロダクション・アシスタント）
- パペット・マスター3 ナチス大決闘（サービスコーディネーター）

1992年
- トランサーズ2360（マテリアルズ・スーパーバイザー）

1993年
- リモコン・キッズ（マテリアルズ・スーパーバイザー）

1994年
- パペット・マスター4 最強の敵（マテリアルズ・スーパーバイザー）

1995年
- パペット・マスター5 最終戦争（マテリアルズ・スーパーバイザー）

1998年
- パペット・マスター 惨劇のパーティー（マーケティング&クリエイティブサービス）